# Henri Canet
Henri Canet, né le 30 janvier 1960 à Marseille, est un footballeur français. Durant sa carrière, il évolue au poste de défenseur au FC Martigues.

## Biographie
Surnommé  « Le Druide », « Le Gaulois » ou encore « Riton », Henri Canet effectue l'intégralité de sa carrière dans son club formateur du FC Martigues entre 1977 et 1993. 
Il joue avec cette équipe un total de 386 matchs en Division 2, inscrivant 10 buts. Il remporte le titre de champion de Division 2 en 1993.
Il est par ailleurs huitième de finaliste de la Coupe de France en 1983, 1987 et 1990.
Après sa carrière de footballeur, il travaille au service des sports de la commune de Martigues.

## Palmarès
- Champion de France de D2 en 1993 avec le FC Martigues